# Lemmatizace
Lemmatizace je určení lemmatu (základního slovního tvaru) k ohýbanému slovnímu tvaru. Lemmatizátor je nástroj (např. počítačový program), který vytvoří (vyhledá v databázi) k určitému tvaru slova základní tvar, tzv. lemma.
Doplňkovou funkcí lemmatizátoru jsou informace o mluvnických kategoriích (např. jmenných a slovesných) k danému tvaru. Např. pro tvar „barvě“ lemmatizátor vrátí tvar „barva“, případně doplňkovou informaci podstatné jméno, ženský rod, jednotné číslo, 3./6. pád.
Lemmatizace se např. využívá se pro vyhledávání ve fulltextových databázích. Pro fulltextové vyhledávání se ovšem využívají i podobně strukturovaná data sloužící k automatické kontrole pravopisu (např. slovníky pro hunspell).

## Využití lemmatizace
1. Fulltextové vyhledávání: např. pro zadanou frázi „sběrný dvůr“ se vyhledají i dokumenty obsahující tato slova v jiných pádech a číslech (sběrné dvory, umístění sběrných dvorů).[4]
2. Korpusová lingvistika: informace z morfologického analyzátoru se využívá při značkování korpusů.[5] Lemmatizaci využívá software QUITA (Quantitative Index Text Analyzer), který dokáže posuzovat a analyzovat rozsáhlé texty, např. bohatost slovní zásoby a další lingvistické ukazatele.[6]
3. Dalším nástrojem využívající lemmatizaci je latentní sémantická analýza (LSA). „Latentní sémantická analýza je technika, která zobrazuje dokumenty a dotazy do prostoru latentních sémantických dimenzí, přičemž slova, která jsou sémanticky podobná (měřeno mírou souvýskytů v dokumentech) jsou zobrazována do stejných dimenzí a slova sémanticky odlišná do různých dimenzí.“[7] LSA pro každé slovo vytváří další dimenzi, dokumenty se tak mohou nacházet až v několika statisících dimenzí. Lemmatizace je zde vhodná z toho důvodu, aby počet slov zredukovala na minimum a to pomocí převedení všech slov na základní tvar. Tím se nevytváří různé dimenze pro stejná slova v jiném slovním tvaru. „Díky tomu mohou mít velkou sémantickou podobnost i dokumenty (případně dotaz a dokument), které spolu nesdílejí žádná slova.“[7]

## Úskalí lemmatizátoru
Některá slova jsou mnohoznačná (v češtině např. ženu, stát, tancích) a pokud lemmatizátor neposoudí nebo nemůže posoudit kontext, není schopen zvolit zamýšlený význam. Např. „Jeden z nejhodnotnějších zdrojů o maďarských tancích“ zpracuje takto: „Jeden/jíst z hodnotný zdroj o maďarský tank/tanec“.
Obtížným specifikem jsou taktéž víceslovná spojení, tj. vytváření lemmat i tam, kde to není možné, např. zdvořilá prosba Dovolíte? se nenachází v žádném z registrovaných významů slova dovolit, dále se může jednat o frazémy, např. nechat na holičkách, popř. se jedná o idiomy např. z někoho si vystřelit.

## Dostupné lemmatizátory pro češtinu
Neúplný výčet podle bakalářské práce Lemmatizace češtiny:

### České lemmatizátory
- Ajka[8]
- Majka[9]
- Morče[10]
- MorphoDiTa[11]
- Czech HMM tagger[12]
- Czech "Free" Morphology[13]
- Morfo[14]

### Zahraniční lemmatizátory
- Cistern[15] (Lemming[16] + Marmot[17])
- LemmaGen[18]

### Ostatní nástroje
- QUITA[19] (Quantitative Indicator Text Analyzer)
- RDRPOSTagger[20] (Ripple Down Rules Part-Of-Speech Tagger) – Tagger založený na Ripple Down Rules